# 莎拉·巴罗
莎拉·巴罗（英語：Sarah Barrow，1988年10月22日—），英國女子跳水運動員。

## 簡歷
2012年，莎拉·巴罗代表英國參加英国倫敦舉行的奥林匹克运动会跳水比賽，與托妮亚·考奇搭檔出戰女子雙人10米跳台賽事，最終獲得第5名。